# Svetlana Buraga
Svetlana Buraga (belorusko Святлана Бурага), beloruska atletinja, * 4. september 1965, Minsk, Sovjetska zveza.
Nastopila je na poletnih olimpijskih igrah leta 1988, ko osvojila deseto mesto v sedmeroboju. Na svetovnih prvenstvih je bronasto medaljo v isti disciplini leta 1993.